# Judo aux Jeux olympiques d'été de 1988
Navigation
Los Angeles 1984 Barcelone 1992
À l'occasion des Jeux olympiques d'été de 1988, sept épreuves masculines de judo sont organisées. Pour la première fois de l'histoire de ce sport aux J.O., le Japon ne termine pas en tête du tableau des médailles puisque dépassé par la Corée du Sud et la Pologne. Une autre première, le judo féminin fait son apparition en tant que sport de démonstration.

## Tableau des médailles
| Rang | Nation               | Or | Argent | Bronze | Total |
| ---- | -------------------- | -- | ------ | ------ | ----- |
| 1    | Corée du Sud         | 2  | 0      | 1      | 3     |
| 2    | Pologne              | 1  | 1      | 0      | 2     |
| 3    | Japon                | 1  | 0      | 3      | 4     |
| 4    | France               | 1  | 0      | 1      | 2     |
| 5=   | Autriche             | 1  | 0      | 0      | 1     |
| 5=   | Brésil               | 1  | 0      | 0      | 1     |
| 7    | Allemagne de l'Est   | 0  | 2      | 1      | 3     |
| 8    | Allemagne de l'Ouest | 0  | 2      | 0      | 2     |
| 9    | Union soviétique     | 0  | 1      | 4      | 5     |
| 10   | États-Unis           | 0  | 1      | 1      | 2     |
| 11=  | Belgique             | 0  | 0      | 1      | 1     |
| 11=  | Royaume-Uni          | 0  | 0      | 1      | 1     |
| 11=  | Pays-Bas             | 0  | 0      | 1      | 1     |

## Podiums hommes
| Catégories                 | Or                 | Argent             | Bronze                              |
| -------------------------- | ------------------ | ------------------ | ----------------------------------- |
| - 60 kg poids super-légers | Kim Jae-Yup        | Kevin Asano        | Shinji Hosokawa Amiran Totikashvili |
| - 65 kg poids mi-légers    | Lee Kyung-Keun     | Janusz Pawlowski   | Bruno Carabetta Yosuke Yamamoto     |
| - 71 kg poids légers       | Marc Alexandre     | Sven Loll          | Mike Swain Georgiy Tenadze          |
| - 78 kg poids mi-moyens    | Waldemar Legien    | Frank Wieneke      | Torsten Brechot Bashir Varayev      |
| - 86 kg poids moyens       | Peter Seisenbacher | Vladimir Shestakov | Akinobu Osako Ben Spijkers          |
| - 95 kg poids mi-lourds    | Aurélio Miguel     | Marc Meiling       | Dennis Stewart Robert van de Walle  |
| + 95 kg poids lourds       | Hitoshi Saito      | Henry Stöhr        | Cho Yong-chul Grigory Verichev      |

## Podiums femmes
| Catégories                 | Or                | Argent           | Bronze                               |
| -------------------------- | ----------------- | ---------------- | ------------------------------------ |
| - 48 kg poids super-légers | Li Zhongyun       | Fumiko Ezaki     | Min-Sun Cho Julie Reardon            |
| - 52 kg poids mi-légers    | Sharon Rendle     | Dominique Brun   | Alessandra Giungi Kaori Yamaguchi    |
| - 56 kg poids légers       | Suzanne Williams  | Liu Guizhu       | Catherine Arnaud Regina Philips      |
| - 61 kg poids mi-moyens    | Diane Bell        | Lynn Roethke     | Bogusława Olechnowicz Noriko Mochida |
| - 66 kg poids moyens       | Hikari Sasaki     | Brigitte Deydier | Park Ji-young Roswitha Hartl         |
| - 72 kg poids mi-lourds    | Ingrid Berghmans  | Mi-Jung Bae      | Yoko Tanabe Barbara Claßen           |
| + 72 kg poids lourds       | Angelique Seriese | Gao Fenglian     | Regina Sigmund Margaret Castro       |